# Thuốc hiếp dâm
Thuốc hiếp dâm là bất kỳ loại thuốc nào làm mất khả năng của người khác và khiến họ dễ bị tấn công tình dục, bao gồm cả hiếp dâm. Các chất này có liên quan đến hiếp dâm hẹn hò vì các sự việc được báo cáo về việc sử dụng chúng trong bối cảnh hai người hẹn hò nhau, trong đó nạn nhân bị tấn công tình dục hoặc hãm hiếp hoặc chịu sự phẫn nộ khác. Các chất này không chỉ được sử dụng để duy trì tấn công hoặc cưỡng hiếp tình dục, mà là các tính chất hoặc tác dụng phụ của các chất thường được sử dụng cho mục đích y tế hợp pháp. Một trong những tác nhân gây mất khả năng phổ biến nhất cho hiếp dâm là rượu, được sử dụng một cách lén lút  hoặc được tiêu thụ một cách tự nguyện, khiến nạn nhân không thể đưa ra quyết định sáng suốt hoặc tỏ ra đồng ý.

## Tần suất
Hiện tại không có dữ liệu toàn diện về tần suất các vụ tấn công tình dục được tạo điều kiện bằng thuốc liên quan đến việc sử dụng ma túy lén lút, do tỷ lệ báo cáo về các vụ tấn công và vì các nạn nhân hiếp dâm thường không bao giờ được thử nghiệm các loại thuốc này, đã được thử nghiệm sai, hoặc các xét nghiệm được thực hiện sau khi thuốc đã được chuyển hóa và bị thải loại khỏi cơ thể của họ.
Một nghiên cứu năm 1999 trên 1.179 mẫu nước tiểu từ các nạn nhân bị nghi ngờ tấn công tình dục bằng thuốc ở 49 tiểu bang của Mỹ cho thấy sáu (0,5%) dương tính với Rohypnol, 97 (8%) dương tính với các loại thuốc benzodiazepin khác, 48 (4,1%) dương tính với GHB, 451 (38%) dương tính với rượu và 468 (40%) âm tính với bất kỳ loại thuốc nào được tìm kiếm. Một nghiên cứu tương tự với 2.003 mẫu nước tiểu của các nạn nhân bị nghi ngờ tấn công tình dục bằng thuốc được tìm thấy dưới 2% được xét nghiệm dương tính với Rohypnol hoặc GHB. Các mẫu được sử dụng trong các nghiên cứu này chỉ có thể được xác minh là đã được gửi trong khung thời gian 72 giờ hoặc khung thời gian 48 giờ.